# Verwaltungsratsdelegierter
Der Verwaltungsratsdelegierte gemäss Schweizer Obligationenrecht ist ein vom Verwaltungsrat entsandtes Geschäftsleitungsmitglied. Der Verwaltungsratsdelegierte hat daher eine Doppelstellung und ist sowohl Verwaltungsrat als auch Mitglied der Geschäftsleitung. Dies kann auch in Form eines Konzernchefs sein, der zugleich VR-Präsident und Geschäftsführer in Personalunion ist, eine Rolle, die in KMU üblich ist, in größeren Unternehmen seltener wird.
Im internationalen Vergleich stellt dies eine Besonderheit gegenüber der dualistischen Spitzenorganisation in Deutschland und Österreich dar mit ihrer strikten Trennung von Überwachung (Aufsichtsrat/Verwaltungsrat) und Führung Geschäftsführung/Geschäftsleitung.